# Loxobates
Loxobates es un género de arañas cangrejo de la familia Thomisidae. Fue descrito por el sueco Tord Tamerlan Teodor Thorell en 1877.

## Especies
- Loxobates castetsi (Simon, 1906)
- Loxobates daitoensis Ono, 1988
- Loxobates ephippiatus Thorell, 1877
- Loxobates kapuri (Tikader, 1980)
- Loxobates kawilus Barrion & Litsinger, 1995
- Loxobates masapangensis Barrion & Litsinger, 1995
- Loxobates minor Ono, 2001
- Loxobates ornatus Thorell, 1891
- Loxobates quinquenotatus Thorell, 1895